# Порт Байкал

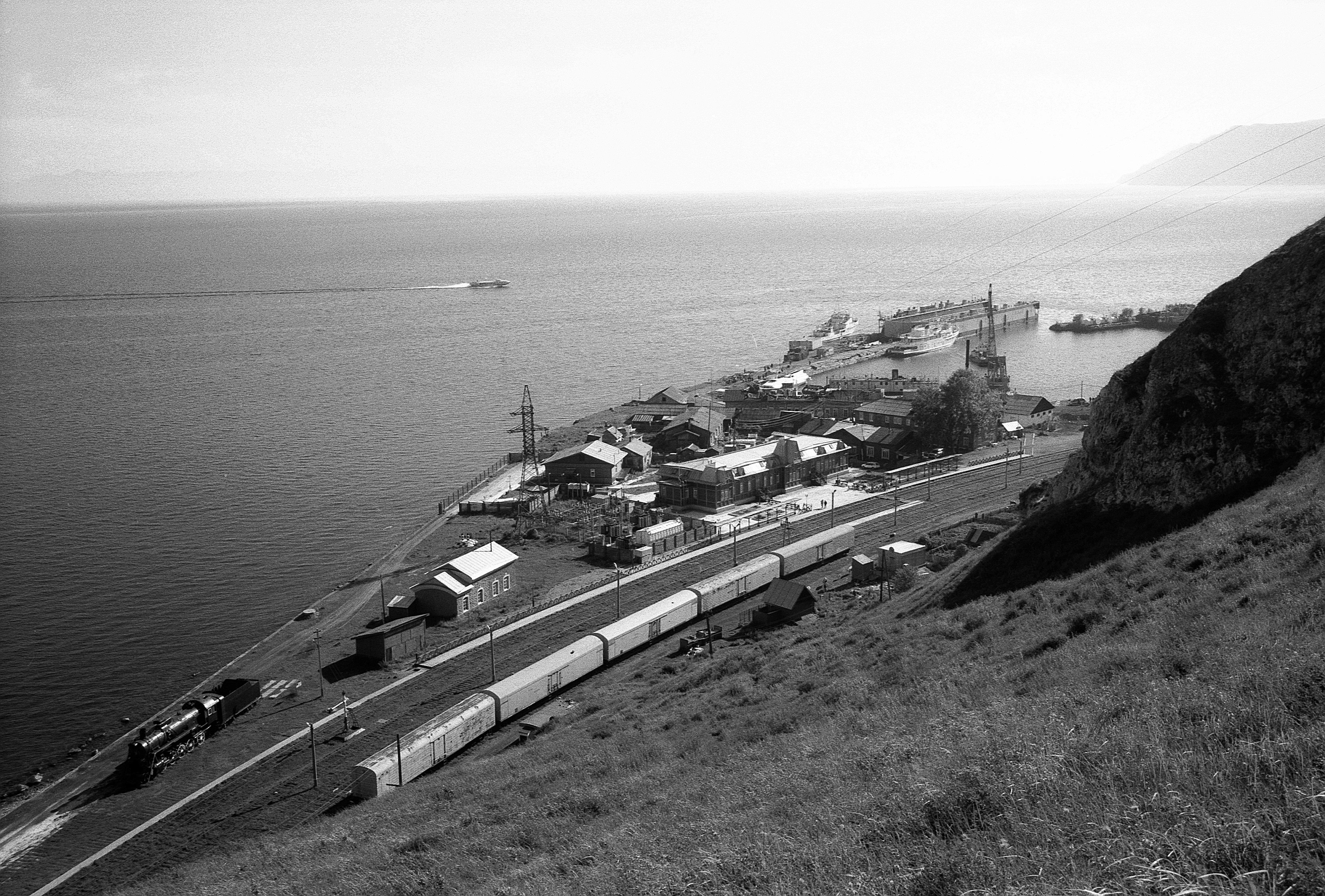
Порт Байкал

Порт Байка́л — грузо-пассажирский порт, расположенный на озере Байкал у истока реки Ангары в посёлке Байкал Слюдянского района Иркутской области России.

## История

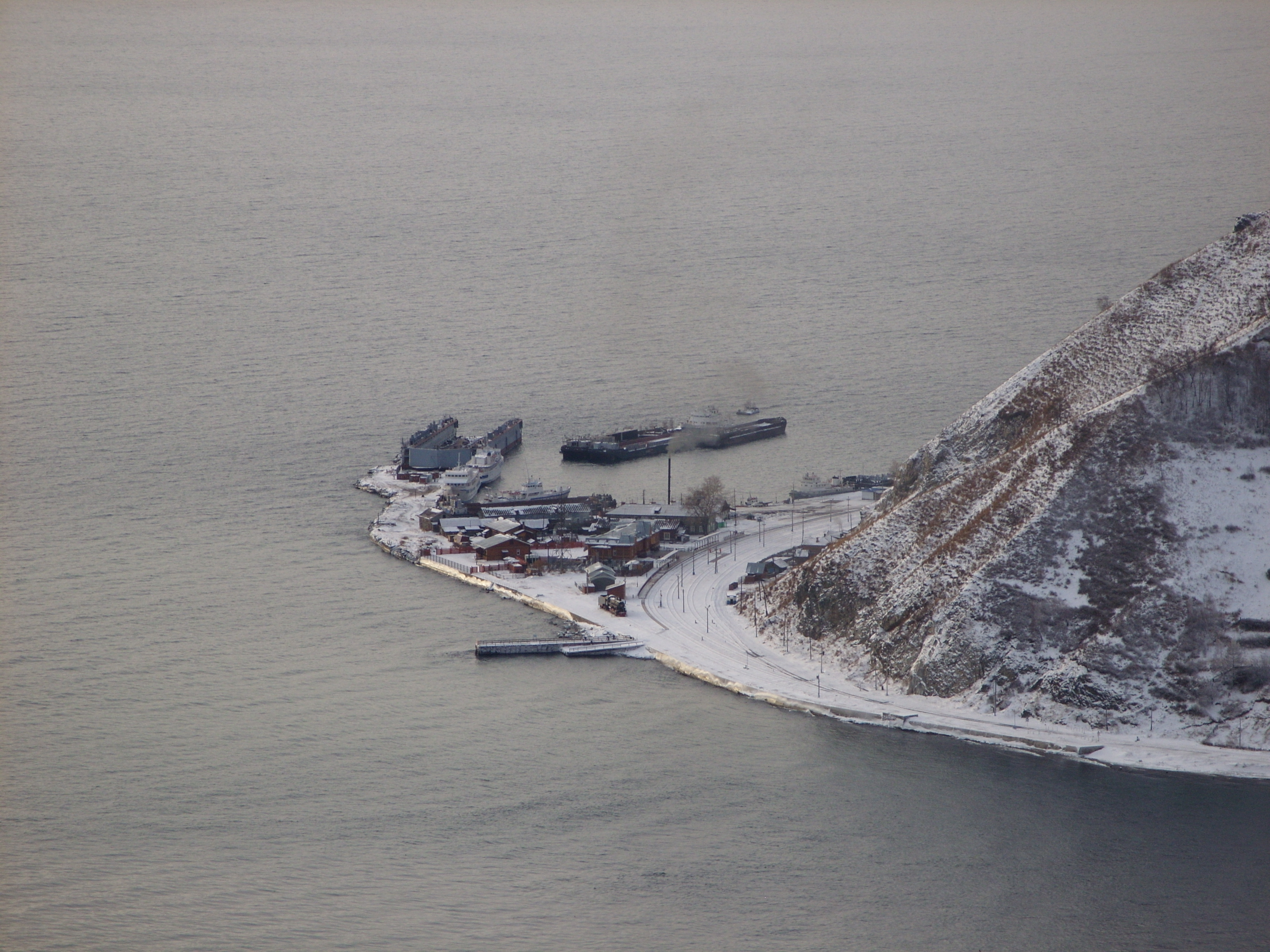
Порт Байкал, вид с горы Камень Черского

- В 1900 году началось движение по Байкальской железнодорожной переправе, связавшей берега Байкала. С Иркутском порт был соединён железнодорожной веткой, идущей по левому берегу Ангары от станции Байкал. Вокруг порта начал разрастаться посёлок Байкал.
- В 1905 году в эксплуатацию была введена ветка Кругобайкальской железной дороги от станции Байкал до станции Слюдянка-2, необходимость в Байкальской железнодорожной переправе отпала, порт получил железнодорожную связь со Слюдянкой.
- В 1956 году ветка Байкал — Иркутск была выведена из эксплуатации, порт сохранил своё значение как перевалочный пункт между поездами, прибывающими из Слюдянки и плавающими по Байкалу судами
- По состоянию на 2012 год порт осуществляет пассажирские (до расположенного на другом берегу Ангары посёлка Листвянка) и грузовые перевозки.

## Инфраструктура

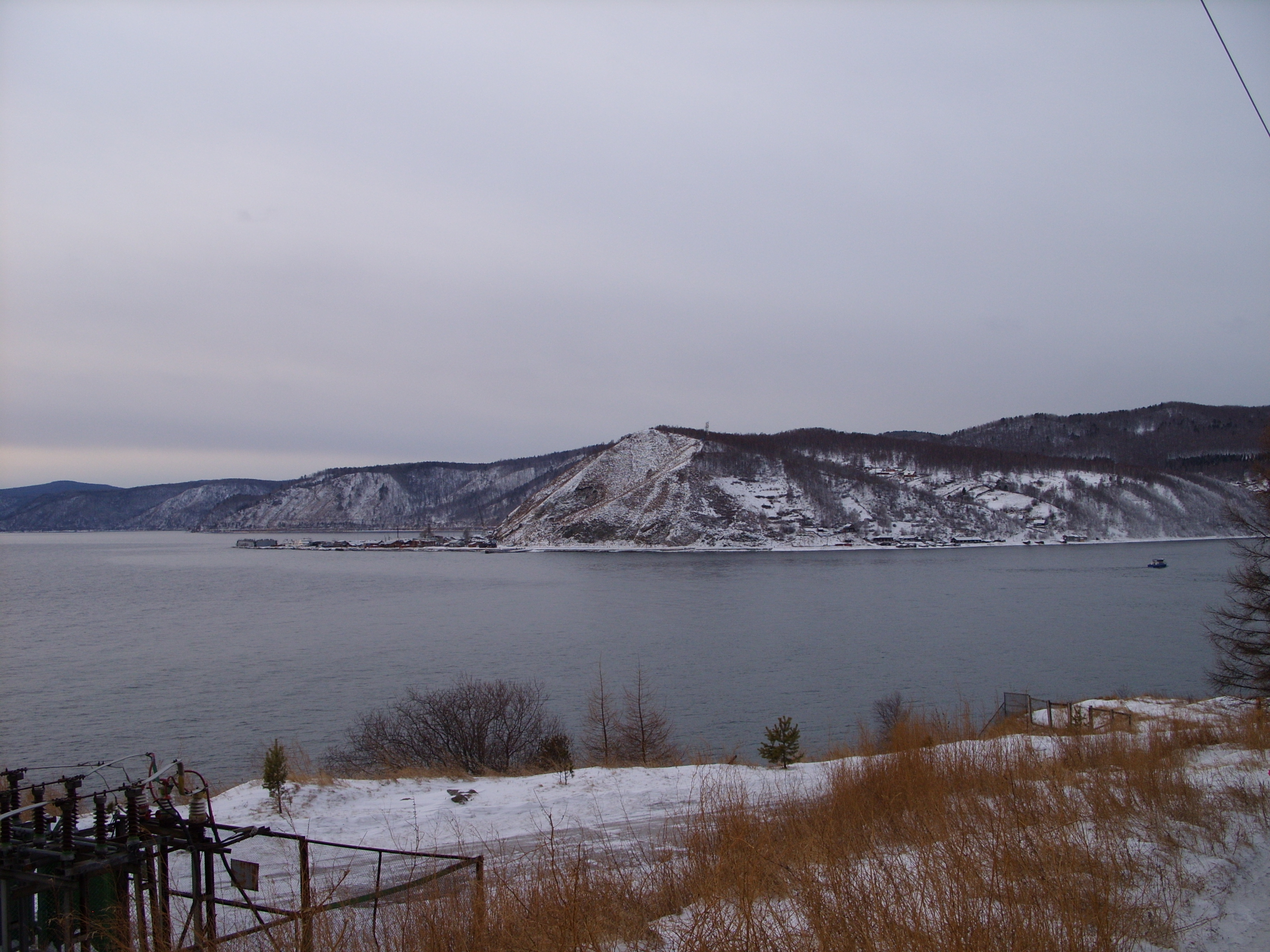
Вид на порт Байкал с противоположного берега истока Ангары

По состоянию на 2012 год в порту Байкал имеются:
- защищённая акватория площадью 0,11 км2 с вертикальной причальной стенкой, длина причальной стенки — 150 м, конструкционный материал — деревянная ряжевая конструкция; количество одновременно принимаемых судов — одна единица несамоходного флота грузоподъёмностью 2000 тонн;
- ремонтные мастерские с минимумом необходимого станочного оборудования;
- подъездные железнодорожные пути;
- судоподъездной плавучий док грузоподъёмностью 2500 тонн;

плавучими природоохранными объектами:
- судно комплексной переработки отходов «Самотлор»;
- зачистная станция очистки подсланевых вод проекта № 3989.

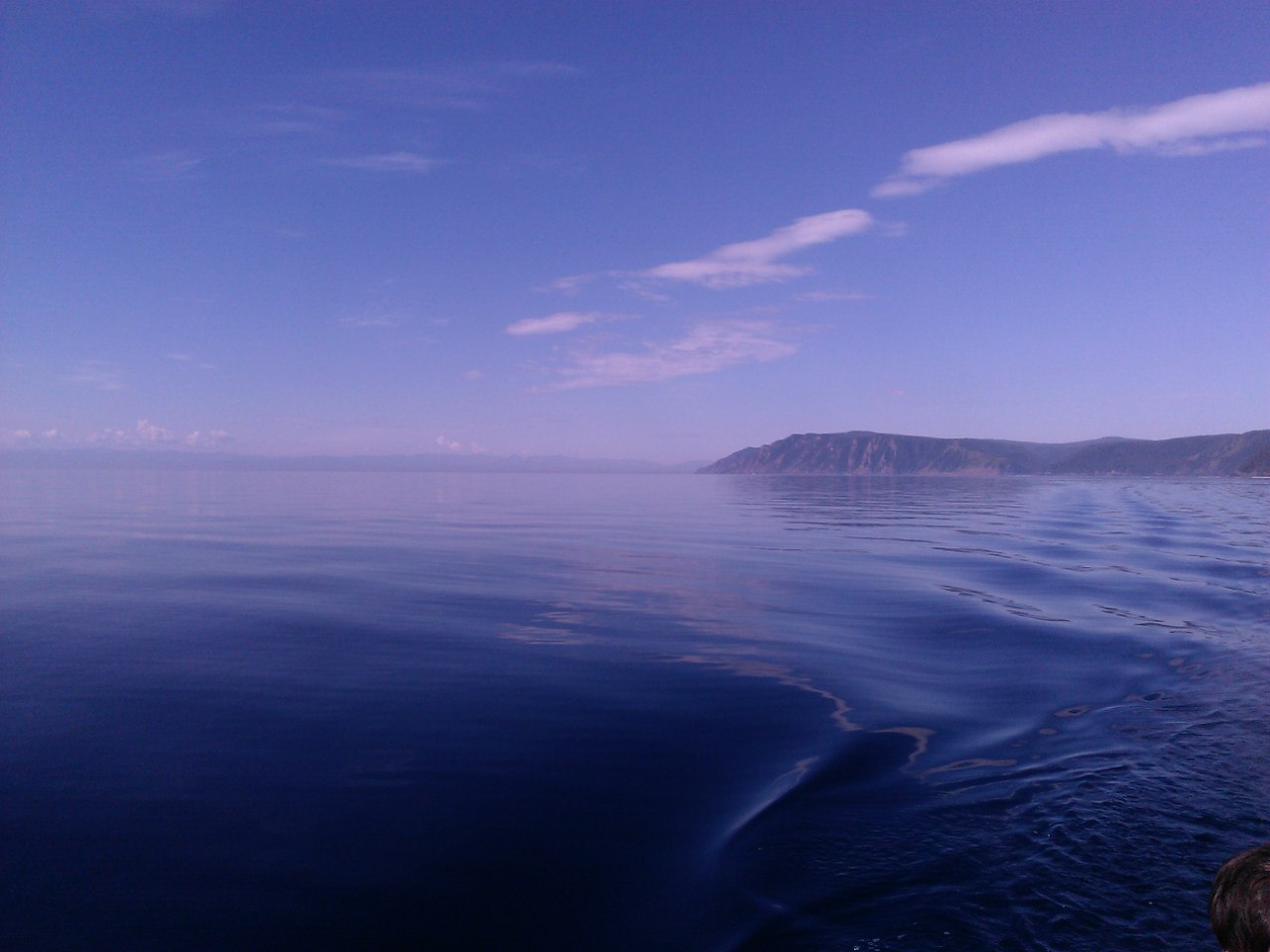
Вид с парома п.Байкал-Листвянка

Порт не осуществляет погрузочные работы, раньше на балансе порта находились  портальные краны «Ганц-8» и «Ганц-10» грузоподъёмностью 5 тонн. Сейчас их вывезли.

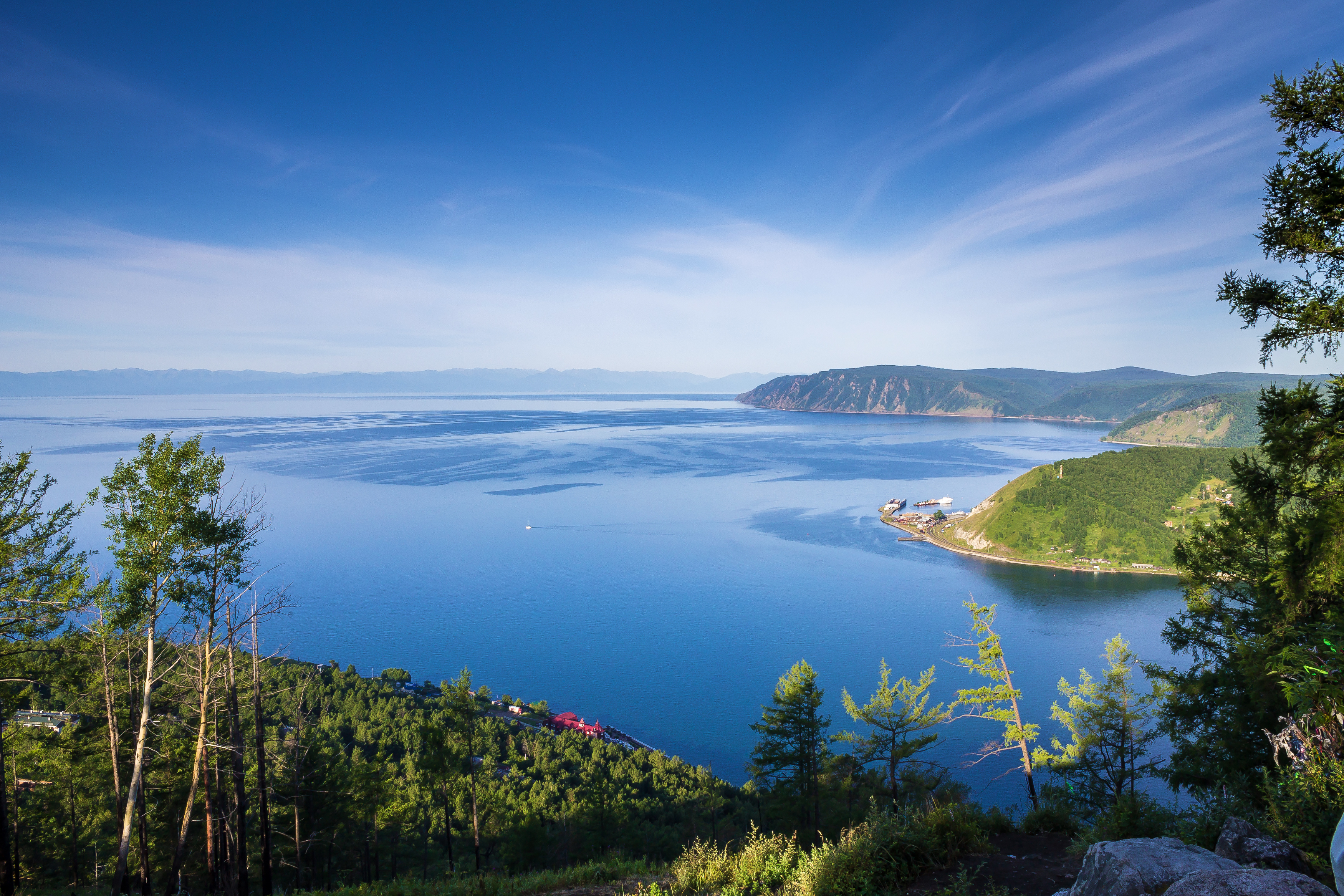
Вид на исток Ангары и п. Байкал